# Báthory Nándor
Báthory Nándor (Pest, 1838. május 22. – Budapest, 1905. november 19.), pedagógus, a belvárosi reáliskola igazgatója.

## Életrajz
Testvére Báthory István szülészorvos, Semmelweis Ignác tanársegédje volt.
Báthoryt eleinte a művészet érdekelte, Barabás Miklósnál tanult festészetet. 1857-ben lépett a tanári pályára, amelynek java részét a belvárosi reáliskolában (1921-től Eötvös József Gimnázium) töltötte. A belépésekor még német nyelvű főreáliskola egyik első magyar tanára volt.
1882 májusában házasodott meg. Felesége, Száhlender Ida Száhlender Károly vasútmérnök és Nábráczky Mária második lánya volt. A házaspárnak két fia és egy lánya született.
Az iskola igazgatójának 1889-ben, Ney Ferenc halála után nevezték ki. Igazgatósága alatt az intézet élete új lendületet vett, aminek elismeréséül 1904-ben a király tankerületi főigazgatói címet adományozott Báthorynak.
Szakterülete a természetrajz, az állattan és a növénytan volt, számos tankönyvet írt. 1875-től volt a Magyarhoni Földtani Társulat tagja.
1905-ben gégerákban hunyt el. Idősebb fia, László (1883-1905) a halottas ágyánál összeesett és egy korábbi, kezeletlen influenza következményeképpen szívrohamban meghalt.
Halála utána özvegye írói pályára lépett, és tisztséget vállalt számos katolikus női szervezetben.

## Publikáció
- Jelentés a Hontmegye Magyarád helységében talált csontok összehasonlító boncztani vizsgálatáról Archaeologiai Közlemények. 1868